# Читалиште
Читалиште или читаоница је културни објекат чија је основна намена да, као што му и само име каже, омогући људима да неометано читају књиге, часописе, новине и друге облике штампаних или електронских медија. Обично се налазе у склопу библиотека, универзитета или пак културних центара.

## Утемељавање читалишта у Србији
Прва читалишта у Србији јављају се у времену велике заосталости, како културне, тако и економске, под утицајем развијених европских култура. Стога је појава читалишта крајем 40-их година 19. века је представљала почетак препорода Србије у културном, просветном и политичком смислу. Упркос томе што су се услови за оснивање оваквог типа институције јавили касно, тек након стицања аутономије Хатишерифом из 1830. године, развој читалишта са стварањем нових друштвених односа, развојем трговине, занатства је проузроковао убрзано напредовање културе и образовања у Србији. Број писмених се повећава сразмерно са растом читалачке публике. Књиге и друге публикације се штампају у Србији и оснивају се друге институције попут Народне библиотеке, Библиотека Друштва српске словесности, Библиотека Српског Лицеја (1844), неколико стручних библиотека, Читалиште београдско и читалишта у другим већим местима у Србији. Након приватних библиотека, затим и библиотека институција, читалишта, као нови облик јавне друштвене институције, су такође допринела просвећивању народа и то у најширим оквирима. Овај покрет је започет 1846. године, у знаку постизања самосталности, па све до краја 19. века. Прво је основано Читалиште београдско 2. јануара 1846. године, а у априлу исте године основано је и Србско читалиште у Смедереву. 
После оснивања  Србског читалишта у Београду и читалишта у Смедереву, основана су читалишта у Крагујевцу, Пожаревцу, Неготину и Ужицу. Ово је био подстицај отварања ових установа и у другим општинама. Званично српско гласило Српске новине, као и многи други периодични листови (Новине Читалишта београдског, Српски дневник, Видело, Србија, Видов-дан, Световид)  извештавали  су  преко  своје  дописничке мреже о оснивању и раду читалишта у многим местима широм Србије.

## Одлике читалишта
Читалишта су у ранијим годинама подразумевала простор у којем се друштво окупљало како би размењивало информације везане за политичка дешавања у држави, подизање културне (сакупљање музејских вредности, подизање позоришта, покретање других новина) и националне свести да би, у каснијим годинама, читалишта била места за окупљање омладине, те постаје и место погодно за одређене политичке акције, беседе и књижевне вечери, што даље доводи до опште демократизације читалишта, те стоји на располагању и нижим друштвеним слојевима, као и женама и деци. У читалиштима се читало, слушало читање за недовољно писмене, организовали су се курсеви рачунања, страног језика, покретале су се акције за развој и уређење градова и села, у једној су се поставили темељи првој берзи. Главни задатак читалишта је био да помогну образовање својих чланова. Формирање библиотеке је био један од задатака читалишта, али обрада грађе, систематско чување и поседовање каталога није постојало у пракси.
Постоје различити тремини као што је читалиште или читаоница.
Читаоница може бити и соба у библиотеци коју корисници могу да користе за рад и читање. У библиотекама и архивима овај простор је од посебног значаја, где се књиге и архиви не могу позајмити, али се могу користити само у читаоници. Међутим, многе библиотеке имају и референтну литературу, која обично укључује посебно старе и вредне књиге, часописе, новине и референтне радове као што су речници и енциклопедије које не могу да се износе ван тих институција.
Неке библиотеке немају посебну читаоницу. Многе библиотеке са слободним приступом публикација које су директно доступне на полицама, такође обезбеђују места за читање. У истраживачким и универзитетским библиотекама често постоје специјалне радне и групне собе које се могу користити на захтев.
Ера општих отворених библиотека почела је изградњом библиотека у Паризу 1851, Лондону 1857. и Бостону 1858. године.

### Разлика између читалишта и јавне библиотеке
Јавне библиотеке и читалишта не треба поистовећивати и читалишта не треба сматрати претечама библиотека. Иако се ради о институцијама културе и образовања са истим циљевима и истим средством за рад (штампана публикација), немају друге заједничке карактеристике. За разлику од јавних библиотека, које оснива и финансијски и материјално подржава локална самоуправа, читалишта, међу којима је прво било Србско читалиште у Београду, су настајала иницијативом грађана. Читалишта су финансирана од стране чланова, преко оснивачких улога, годишњим чланаринама и претплатама. Једина обавеза државе, преко министарства просвете и унутрашњих послова, према читалишту је било одобравање правила о раду читалишта, што је виђено код Читаонице карановачке, као и признавање статуса јавних институција. Још једна разлика између јавних библиотека и читалишта јесте што се у центру читалишта налазила новина, као периодична публикација.